# Terra de Ferreira
Terra de Ferreira, de acordo com as Inquirições de 1220 (Termo de Ferreira) e o Foral de 1514 (Torre do Tombo _Leitura Nova, Livro dos Forais Novos de Entre Douro e Minho, fl. 58-59) e os documentos anteriores,  é o território que se situa na parte norte do atual concelho de Paços de Ferreira, englobando, no todo ou em parte, as freguesias de Sanfins de Ferreira, Eiriz, Carvalhosa, Lamoso, Figueiró, Codessos e Raimonda,  e ainda parte da freguesia de  Lustosa, no atual concelho de Lousada. Não se refere, portanto, nem a Paços (que à época não tinha ainda o nome Ferreira), área totalmente enquadrada por casais pertencentes ao rei, nem a S. Pedro de Ferreira, onde imperava o Mosteiro de Ferreira.
O Foral da Terra de Ferreira,refere-se a uma parte do Termo de Ferreira  e apresenta já referência a Sentença do Rei D. Afonso V. Uma outra parte pertencia à Honra de Sobrosa, com Foral de 15 de Outubro de 1519. A maioria dos terrenos da antigo Termo de Ferreira, com excepção de Eiriz e de Carvalhosa,  pertence, nesta época, à Comenda e Igreja de S. Pedro Fins de Ferreira, segundo o Tombo da Igreja e Comenda de Samfynz de Ferreira do Arcebispado de Braga (1548)".

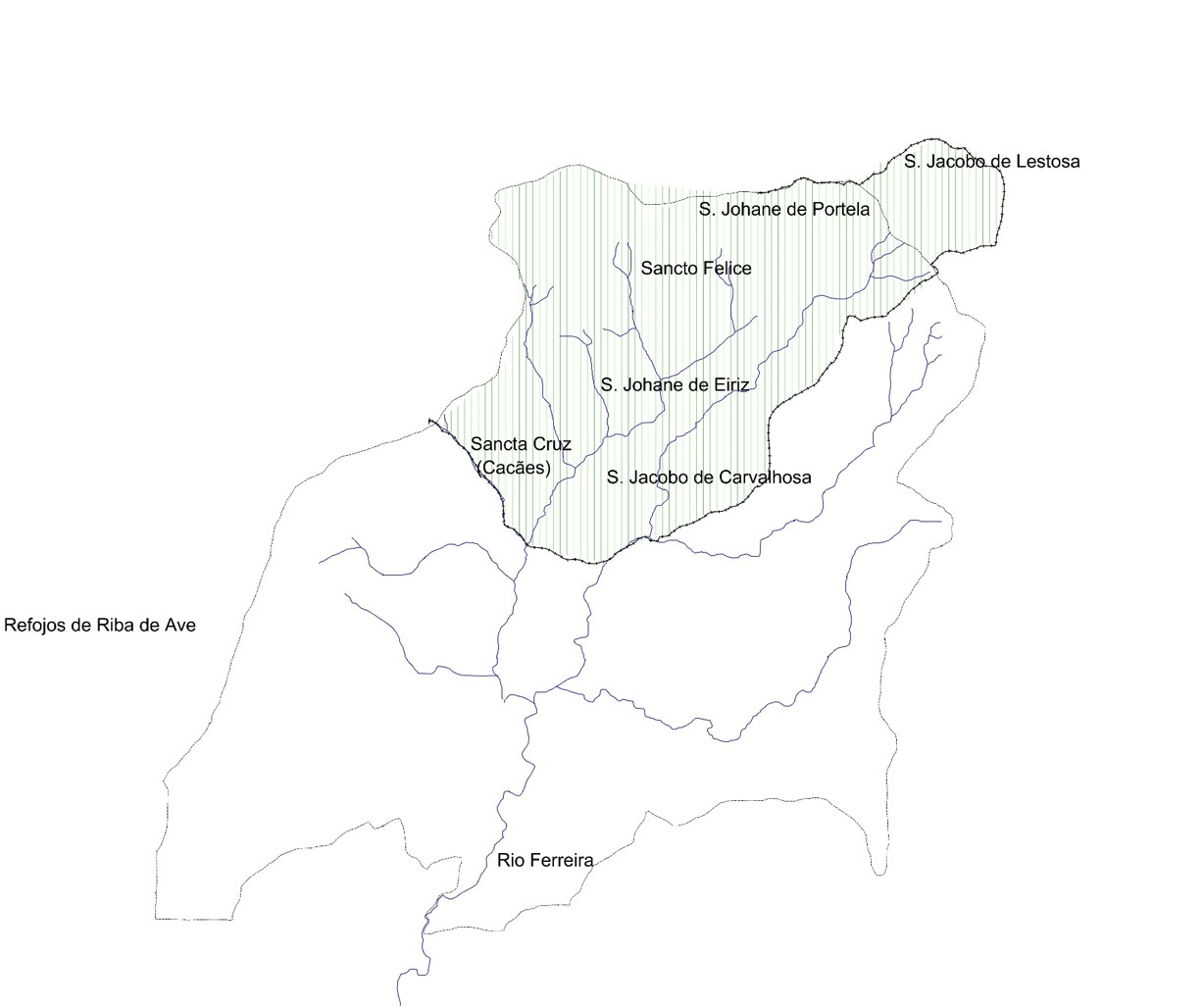
Termo de Ferreira _ Foral D. Manuel 15 setembro 1514.

((Categoria: Territórios))